# 老屋 (上罗村)
老屋是中国广东省广州市从化区的一个自然村。在江埔街道东南面约12.5千米，属上罗村管辖。明朝末期建村。1998年时，全村人口110人。